# Green Office (Büroalltag)
Unter dem Schlagwort Green Office ("grünes Büro") werden vor allem die ökologischen Aspekte des Themas Nachhaltigkeit in Büros gebündelt. Green Office ist die Quintessenz aus Green IT, Green Building und Green Behaviour – es geht also um die umwelt- und ressourcengerechte Gestaltung des Büroalltags.